# Xã Northwest, Quận Kidder, Bắc Dakota
Xã Northwest (tiếng Anh: Northwest Township) là một xã thuộc quận Kidder, tiểu bang Bắc Dakota, Hoa Kỳ. Năm 2010, dân số của xã này là 22 người.